# Cvi Dinstein
Cvi Dinstein (hebrejsky: צבי דינשטיין, narozen 24. července 1926 – 10. dubna 2012) byl izraelský politik a bývalý poslanec Knesetu za strany Ma'arach, Izraelská strana práce a opět Ma'arach.

## Biografie
Narodil se v Tel Avivu, kde vystudoval střední školu. Absolvoval Hebrejskou univerzitu a Ženevskou univerzitu, kde získal doktorát.

## Politická dráha
V letech 1948–1952 se zabýval nákupem zbraní pro Izrael v Evropě. Byl předsedou delegace izraelského ministerstva obrany do Evropy. Zastával pak úřednické pozice na ministerstvu financí. V izraelském parlamentu zasedl poprvé po volbách v roce 1965, do nichž šel za Ma'arach. V průběhu funkčního období dočasně přešel do poslaneckého klubu Izraelské strany práce, aby se nakonec vrátil do Ma'arach. Nastoupil do parlamentního finančního výboru. Za Ma'arach získal poslanecký mandát i ve volbách v roce 1969. Ve volbách v roce 1973 mandát neobhájil. Zastával i vládní posty. V letech 1966–1967 byl náměstkem ministra obrany Izraele a v letech 1967–1974 náměstkem ministra financí Izraele.
V letech 1977–1978 byl obchodním atašé pro Severní Ameriku. Od roku 1980 řídil firmu Vita-Yizhar. Zasedal ve správní radě ve Weizmannově institutu věd, Telavivské univerzity a Hebrejské univerzity.
V dubnu 2012 byl hospitalizován poté, co upadl a zlomil si pánev. Zemřel týden poté v nemocnici Ichilov na embolii. Byl pohřben na hřbitově Kirjat Ša'ul.